# آرنولد شارلسورث
آرنولد شارلسورث (انگلیسی: Arnold Charlesworth; ۶ ژوئیهٔ ۱۹۳۰ – 1972 (aged 41–42)) بازیکن فوتبال اهل بریتانیا بود.
از باشگاه‌هایی که در آن بازی کرده‌است می‌توان به باشگاه فوتبال وست برومویچ آلبیون، باشگاه فوتبال یورک سیتی، باشگاه فوتبال روترهام یونایتد، باشگاه فوتبال بوستون یونایتد، و باشگاه فوتبال گرنثم تاون اشاره کرد.